# Hillington (Norfolk)
Hillington – wieś w Anglii, w hrabstwie Norfolk, w dystrykcie King’s Lynn and West Norfolk. Leży 55 km na zachód od Norwich i 151 km na północ od Londynu.
Miejscowość liczy 287 mieszkańców.